# Château du Haut Rosay
Le château du Haut Rosay est un château français du XVIIe siècle qui se situe dans le Mantois à Rosay, dans l'actuel département des Yvelines et la région d'Île-de-France.
Le château et son parc, avec les communs, dépendances, fabriques, douves, terrasses et murs de clôture, ainsi que les aménagements hydrauliques (cad. B 189 à 198), rapporté à une mesure antérieure d'inscription sur l'inventaire supplémentaire (arrêté du 1er juin 1989) font l’objet d’un classement au titre des monuments historiques depuis le 19 février 1992.
Le château se trouve dans un site inscrit par arrêté du 18 janvier 1946.

## Histoire
Le village de Rosay est mentionné dès 1036 comme le siège d'une châtellenie. Un château fort sur le coteau dominant la vallée de la Vaucouleurs joue un rôle militaire dans la défense du royaume capétien lors de l'invasion anglo-normande de Guillaume le Roux en 1098. [réf. nécessaire]
La seigneurie du Bas Rosay entra dans la famille Courtin en 1513 par le mariage de Jean Guillaume Ier Courtin, écuyer, notaire et secrétaire du roi, avec Geneviève du Bois, dame de Rosay-lès-Mantes. Elle fut réunie en 1597 avec la seigneurie du Haut Rosay, qui avait notamment appartenu aux Frédet, par suite de l'acquisition qu'en fit Jean III Courtin (†1623), chevalier et sieur de Rosay, conseiller d'État en 1612.
Au début de l'année 1615, Jean III Courtin permit à son fils aîné François Courtin, maître des requêtes, de faire construire un château et maison forte close de fossés « suivant le plan et dessein qui en a été fait [...] longtemps auparavant ». Josiane Sartre suppose que le projet avait été établi dès 1597 et rapproche le dessin du château des gravures du Livre d'architecture [...] pour seigneurs gentilshommes et autres qui voudront bastir aux champs (1582) de Jacques Ier Androuet du Cerceau. Vers 1660, Nicolas François Courtin fait rajouter des tourelles et créer le parc.
En 1671, Louis XIV érige le fief et celui de Villette en marquisat de Rosay-Villette pour François Briçonnet (†1705), président au Parlement de Paris, héritier des Courtin par son mariage avec Geneviève Courtin (†1697), dame de Rosay.
À sa mort, le fief est vendu à René-Joachim de Chénedé, marquis de Rosay-Villette, premier valet de chambre ordinaire de la Dauphine, aïeule de Louis XV, puis premier valet ordinaire de la garde-robe du duc de Berry. Il fait faire des travaux considérables sur les dépendances : construction de la chapelle castrale placée sous l'invocation de sainte Anne, bénie le 26 juillet 1719 ; construction en 1721 d'un vaste colombier.
En 1748, Rosay est acquis par Charles Savalette, fermier général, propriétaire du château de Magnanville voisin. Il fait peut-être réaliser certains travaux par son architecte, François II Franque.
Le château est revendu en 1760 à Jacques-Louis de Brétignières, dernier marquis de Rosay-Villette, qui fait réaliser des aménagements intérieurs par l'architecte Denis Antoine. Celui-ci participe également à la transformation du parc en jardin pittoresque agrémenté de nombreuses fabriques. Ces aménagements se poursuivent sur une quarantaine d'années jusqu'au début du XIXe siècle. Le domaine est alors devenu la propriété de Marie Charlotte de Brétignières du Rosay (1756-1833), vicomtesse de Tourdonnet par son mariage avec Jacques Georges de Joussineau de Tourdonnet (1748-1829). En 1896, la propriété est achetée par une famille privée.

## Description
De dimensions modestes, le château du Haut-Rosay est bâti sur une plateforme cantonnée de quatre bastions et entouré de douves sèches. Il se compose d'un corps de logis construit en briques avec chaînages de pierres de taille, de plan massé rectangulaire, cantonné de deux pavillons qui forment décrochement du côté du jardin. Le plan et les élévations sont d'une grande simplicité.